# Eriosema betsileense
Eriosema betsileense är en ärtväxtart som beskrevs av Du Puy och Jean-Noël Labat. Eriosema betsileense ingår i släktet Eriosema och familjen ärtväxter. Inga underarter finns listade i Catalogue of Life.